# Marge Champion

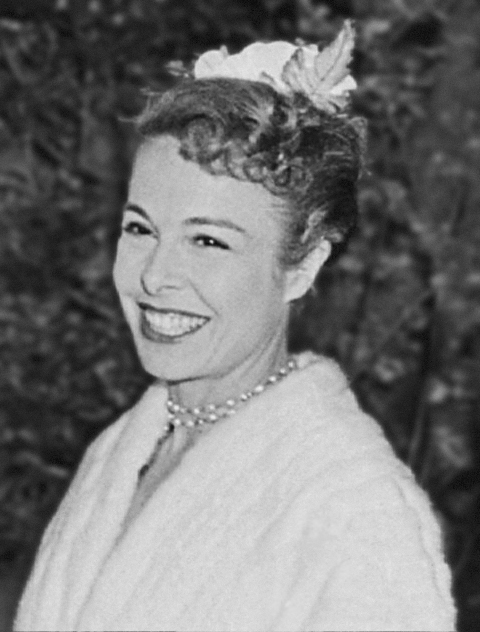
Marge Champion (1951)

Marge Champion (* 2. September 1919 in Los Angeles, Kalifornien als Marjorie Celeste Belcher; † 21. Oktober 2020 ebenda) war eine US-amerikanische Tänzerin, Tanzlehrerin, Schauspielerin und Choreografin. Bekanntheit erlangte sie vor allem als Tanzmodell für Zeichentrickfilme der Walt Disney Studios, darunter 1937 als Schneewittchen in Schneewittchen und die sieben Zwerge. Später trat Champion sowohl als Tänzerin als auch als Schauspielerin in mehreren Filmen und Fernsehserien auf und moderierte 1957 ihre eigene Fernsehsendung. Bekanntheit erlangten hierbei vor allem ihre Auftritte mit ihrem Tanzpartner und damaligen Ehemann Gower Champion. Marge Champion war überwiegend in Musikfilmen und Komödien zu sehen, spielte 1968 aber auch eine Hauptrolle im Filmdrama Der Schwimmer. Zudem betätigte sie sich zeitweise als Dialogautorin an mehreren Filmen. 2007 wurde Champion zur Disney Legend ernannt.

## Familie und Leben
Marge Champion wurde am 2. September 1919 unter dem Namen Marjorie Celeste Belcher als einziges Kind von Gladys Lee Baskette und dem Choreografen Ernest Belcher in Los Angeles geboren. Ihre Halbschwester aus der ersten Ehe ihrer Mutter mit Frank Baskette war die 1907 geborene, bereits seit ihrem zwölften Lebensjahr als Schauspielerin tätige Lina Basquette.
1937 heiratete Belcher den bei Disney tätigen Animator Art Babbitt, den sie bei den Arbeiten für Schneewittchen und die sieben Zwerge kennengelernt hatte. Die Ehe wurde 1940 geschieden. 1947 heiratete sie den Tänzer und Musicalregisseur Gower Champion, mit dem sie zwei Söhne bekam.
Im Januar 1973 wurde die Ehe mit Gower Champion geschieden. Marge Champion trug jedoch weiterhin seinen Nachnamen. Im Januar 1977 heiratete sie den Regisseur Boris Sagal, mit dem sie bis zu seinem Unfalltod im Mai 1981 verheiratet blieb. Durch diese Ehe wurde sie die Stiefmutter der Schauspielerin Katey Sagal, die für ihre Darstellung der Peggy Bundy in Eine schrecklich nette Familie Bekanntheit erlangte.
Marge Champion starb im Oktober 2020 im Alter von 101 Jahren in ihrer Heimatstadt Los Angeles, überlebt wurde sie von ihrem Sohn und ihrer Stieftochter. Champion wurde keiner Grabstätte zugeführt, ihr Leichnam wurde eingeäschert und im Meer verstreut.

## Laufbahn

### Anfänge als Tänzerin und Durchbruch bei Walt Disney
Wie bereits ihre Halbschwester bekam auch Belcher früh Tanzunterricht von ihrem Vater, der als Tanzdirektor für Filmmusicals unter anderem auch Cyd Charisse ausbildete. Mit zwölf Jahren wurde sie Ballettlehrerin und Assistentin an der Tanzschule ihres Vaters und unterrichtete so unter anderem Shirley Temple und Gwen Verdon. Nach einem Casting bei den Walt Disney Studios wurde sie für deren neuesten Zeichentrickfilm Schneewittchen und die sieben Zwerge als Tanzmodell für Schneewittchen engagiert. Hierbei wurden ihre Bewegungen gefilmt und später mittels Rotoskopie in die Zeichnungen übernommen, um die Figur anmutiger und realistischer wirken zu lassen. Es handelte sich hierbei nicht um Belchers erste Arbeit für Disney: Bereits 1934 war sie eines der Tanzmodelle in dem Film Der Raub der Frühlingsgöttin. Walt Disney persönlich hatte Belcher im Alter von 14 Jahren bei einem Besuch der Tanzschule entdeckt und für diese Aufgabe ausgewählt.
Ihre Arbeit an Schneewittchen und die sieben Zwerge blieb auf Wunsch des Filmstudios ungenannt. Erst zum 50. Jubiläum der Veröffentlichung des Filmes trat die Tänzerin öffentlich in ihrer Rolle des Schneewittchens auf. Belcher wurde später noch dreimal von Disney als Tanzmodell engagiert: 1940 als blaue Fee in Pinocchio, ebenfalls 1940 als tanzendes Hippo in Fantasia und 1941 als Storch in Dumbo.

### Filmkarriere

Marge Champion (zweite von rechts) neben Harry S. Truman und Ehemann Gower Champion (links) im Carton Barron Amphitheater, Mai 1951

Zusammen mit ihrem Mann Gower spielte Marge Champion fortan in mehreren von Metro-Goldwyn-Mayer produzierten Tanzfilmen mit. Ursprünglich sollten mit dem Paar die Filme von Ginger Rogers und Fred Astaire neu aufgelegt werden, jedoch wurde nur einer von ihnen (Lovely to look at von 1952) wirklich fertiggestellt. Neben ihrer Filmkarriere spielte Champion seit 1945 zudem in verschiedenen Theaterproduktionen und Musicals mit. Während den Vorbereitungen zu einer von ihrem Ehemann produzierten Show entdeckte sie im Büro einer Castingagentur die junge Sängerin und Schauspielerin Carol Channing.
Im Sommer 1957 moderierten Marge und Gower Champion mehrere Folgen ihrer eigenen Fernsehsendung The Marge and Gower Champion Show, in der sie Sketche und Tanznummern vortrugen. Ein weiterer prominenter Teilnehmer der Sendung war der Schlagzeuger Buddy Rich.
Zu den späteren Filmauftritten von Marge Champion gehörte unter anderem die Komödie Der Partyschreck aus dem Jahr 1968. In dem ebenfalls 1968 erschienenen, surrealen Filmdrama Der Schwimmer verkörperte sie mit Peggy Forsburgh eine der Hauptrollen an der Seite von Burt Lancaster. Hierbei handelte es sich um Champions einzige ernste Filmrolle abseits von Musicals und Komödien.
Neben ihrer Filmkarriere betätigte sich Marge Champion auch als Schauspielerin und Choreografin am Broadway. So war sie als Regieassistentin und Choreografin am Musical Hello, Dolly! von der Uraufführung 1964 bis ins Jahr 1970 beteiligt. Die Regie und Choreografie führte in dieser Zeit ihr Ehemann.

### Späte Jahre
Nach ihrer aktiven Zeit als Schauspielerin und Tänzerin war Champion als Tanzlehrerin und Choreografin in New York tätig. So war sie unter anderem für die Choreografien in den Filmen Der Tag der Heuschrecke und Ist das nicht mein Leben? verantwortlich. In mehreren Filmen ihres Mannes war Champion neben ihrer filmischen Tätigkeit als Schauspielerin und Choreografin auch als Dialogautorin tätig, darunter für Das Tagebuch der Anne Frank und Masada. 1982 stand sie das letzte Mal in einer Rolle in der Fernsehserie Fame – Der Weg zum Ruhm als Darstellerin vor der Kamera.
Marge Champion trat bis zu ihrem Tod sporadisch bei öffentlichen Veranstaltungen und Filmfestivals auf. 2001 spielte sie die Rolle der Emily Whitman im Musical Follies am Broadway in New York. Sie war noch mit über 90 Jahren als Tänzerin tätig.

## Wirken
Während der späten 1940er und 1950er Jahre galten Marge und Gower Champion als populärstes Tanzpaar der Vereinigten Staaten. Marge Champion selbst wurde mehrfach zu den begabtesten Tänzerinnen des 20. Jahrhunderts gezählt.
Andauernde mediale Bekanntheit erlangte Champion in späteren Jahren weniger durch ihre Tanzauftritte, sondern vor allem durch ihre Zusammenarbeit mit den Walt Disney Studios. Besonders ihr Mitwirken als Bewegungsmodell an Schneewittchen und die sieben Zwerge wird hierbei von Medien am häufigsten aufgegriffen. Champion zählte zu den letzten noch lebenden Personen, die an diesem Film mitgewirkt haben. Diese Popularität zeigte sich auch durch die Ernennung zur Disney Legend im Jahr 2007.

## Auszeichnungen und Ehrungen
- 1975: Emmy Award in der Kategorie Outstanding Achievement in Choreography für Queen of the Stardust Ballroom.
- 2007: Ernennung zur Disney Legend.
- 2009: Stern auf dem Hollywood Walk of Fame.[17]
- 2009: Aufnahme in die National Museum of Dance and Hall of Fame.
- 2013: Douglas Watt Lifetime Achievement Award für ihr Lebenswerk bei den Fred and Adele Astaire Awards.[18]

## Filmografie

### Als Tanzmodell
- 1934: Der Raub der Frühlingsgöttin (The Goddess of Spring)
- 1937: Schneewittchen und die sieben Zwerge (Snow White and the Seven Dwarfs)
- 1940: Pinocchio
- 1940: Fantasia
- 1941: Dumbo

### Als Darstellerin
- 1937: Sunday Night at the Trocadero (Kurzfilm)
- 1938: Delinquent Parents
- 1939: Honor of the West
- 1939: The Story of Vernon and Irene Castle
- 1939: Sorority House
- 1939: What a Life
- 1939: All Woman Have Secrets
- 1949: The Philco Television Playhouse (Fernsehserie, Folge Dark of the Moon)
- 1950: Mr. Music
- 1951: Mississippi-Melodie (Show Boat)
- 1952: Männer machen Mode (Lovely to Look At)
- 1952: Everything I Have Is Yours
- 1953: Eine Chance für Suzy (Give a Girl a Break)
- 1953: Lux Video Theatre (Fernsehserie, Folge A Bouquet for Millie)
- 1954: The Red Skelton Show (Fernsehserie, Folge Deadeye at the Golden Nugget)
- 1955: Jupiters Liebling (Jupiter’s Darling)
- 1955: Liebe im Quartett (Three for the Show)
- 1955: Front Row Center (Fernsehserie, Folge Three for Tonight)
- 1956: Shower of Stars (Fernsehserie, Folge The Dancers)
- 1956: Screen Directors Playhouse (Fernsehserie, Folge What Day Is It?)
- 1956/1957: General Electric Theater (Fernsehserie, zwei Folgen)
- 1959: The United States Steel Hour (Fernsehserie, Folge Marriage...Handle with Care)
- 1968: Der Partyschreck (The Party)
- 1968: Der Schwimmer (The Swimmer)
- 1970: Eine Frau für Charley (Cockeyed Cowboys of Calico County)
- 1982: Fame – Der Weg zum Ruhm (Fame; Fernsehserie, Folge Beginners)
- 2003: Bright Young Things (nicht genannt)

### Als Choreografin
- 1938: Delinquent Parents
- 1975: Die Ballkönigin (Queen of the Stardust Ballroom)
- 1975: Der Tag der Heuschrecke (The Day of the Locust)
- 1978: Erwachendes Land (The Awakening Land)
- 1979: Ike (Miniserie, zwei Folgen)
- 1981: Was machst du, wenn du einen Elefanten triffst? (When the Circus Came to Town)
- 1981: Ist das nicht mein Leben? (Whose Life Is It Anyway?)
- 1983: I Do! I Do! (Fernsehfilm)

### Als Dialogautorin
- 1978: Erwachendes Land (The Awakening Land)
- 1980: Das Tagebuch der Anne Frank (The Diary Of Anne Frank)
- 1981: Was machst du, wenn du einen Elefanten triffst? (When the Circus Came to Town)
- 1981: Masada

## Broadway-Auftritte
Quelle:
- 1945: Dark of the Moon (46th Street Theatre)
- 1946–1947: Beggar’s Holiday (Broadway Theatre)
- 1948–1950: Lend an Ear (verschiedene Theater am Broadway)
- 1951: Make a Wish (Winter Garden Theatre)
- 1955: 3 for Tonight (Plymouth Theatre)
- 1964–1970: Hello, Dolly! (Regieassistentin und Choreografin; St. James Theatre)
- 1987: Stepping Out (John Golden Theatre)
- 2001: Follies (Belasco Theatre)